# Aos Pés da Cruz
Aos Pés da Cruz é o primeiro álbum ao vivo e o quarto trabalho do cantor Kleber Lucas lançado em 2001 pela gravadora MK Music. Produzido por Ricardo Feghali, a obra é uma das mais bem-sucedidas do cantor, vendendo mais de 250 mil cópias no Brasil. Sua versão em DVD foi certificado com disco de ouro em 2012.
O álbum conquistou avaliações favoráveis da crítica e foi eleito o 32º melhor disco da década de 2000, de acordo com lista publicada pelo Super Gospel.

## Antecedentes
Em 1999, Kleber Lucas ganhou espaço definitivo no cenário evangélico com o álbum Deus Cuida de Mim, sobretudo pela notoriedade da faixa-título. O projeto estava marcado pela parceria do músico com o tecladista Rogério Vieira. No entanto, para o projeto sucessor, o músico decidiu trabalhar com músicos da banda Roupa Nova.

## Gravação
O álbum foi produzido, em maior parte, em estúdio, já a partir do ano de 2000. No meio do processo, Kleber decidiu fazer uma gravação ao vivo do projeto no Distrito Federal e conseguiu o aval da gravadora para isso. A obra conteve a participação de vários músicos, sobretudo integrantes da banda Roupa Nova como Ricardo Feghali, Nando e Serginho Herval.

## Lançamento e recepção
| Críticas profissionais | Críticas profissionais |
| Avaliações da crítica  | Avaliações da crítica  |
| Fonte                  | Avaliação              |
| ---------------------- | ---------------------- |
| Super Gospel           | [ 6 ]                  |

Aos Pés da Cruz foi lançado em 2001 pela gravadora evangélica MK Music e recebeu avaliações favoráveis da crítica. Em análise retrospectiva para o Super Gospel, Jhonata Cardoso afirmou que o álbum "marcou, não só a história da música gospel brasileira, como também a carreira de Kleber Lucas" e que, segundo o autor, foi beneficiado pela gravação ao vivo.
Em 2012, o álbum recebeu certificação de disco de platina da Pro-Música Brasil por mais de 250 mil cópias vendidas. Com o álbum, Kleber Lucas venceu o Troféu Talento de 2002.
Em 2016, foi classificado como o 32º melhor disco da década de 2000 em lista do Super Gospel, com o argumento de que o projeto faz parte da "mais importante fase da carreira do artista" como compositor e intérprete.

## Faixas
A seguir lista-se as faixas, compositores e durações de cada canção de Aos Pés da Cruz, segundo o encarte do disco.
| N.º            | Título                  | Compositor(es)  | Duração |  |
| 1.             | "Cantai ao Senhor"      | Kleber Lucas    | 04:12   |  |
| 2.             | "Mais que Uma Voz"      | Marcelo Manhães | 03:35   |  |
| 3.             | "Vou Seguir com Fé"     | Kleber Lucas    | 04:03   |  |
| 4.             | "Aos Pés da Cruz"       | Kleber Lucas    | 04:05   |  |
| 5.             | "Liberto pelo Amor"     | Kleber Lucas    | 03:52   |  |
| 6.             | "Deus Forte"            | Kleber Lucas    | 04:36   |  |
| 7.             | "Luz no Fim do Túnel"   | Kleber Lucas    | 03:11   |  |
| 8.             | "Louve"                 | Kleber Lucas    | 03:22   |  |
| 9.             | "Todas as Vezes"        | Kleber Lucas    | 04:22   |  |
| 10.            | "Ele nos Amou Primeiro" | Kleber Lucas    | 04:25   |  |
| 11.            | "Milagre do Amor"       | Kleber Lucas    | 04:12   |  |
| 12.            | "Há uma Unção"          | Kleber Lucas    | 02:40   |  |
| Duração total: | Duração total:          | Duração total:  | 45:15   |  |

## Ficha técnica
- produzido, arranjado, gravado e mixado por Ricardo Feghali no Feghali Studio e Roupa Nova Studio na primavera de 2000 e no verão de 2001
- produção executiva: MK Music
- técnico assistente: Nestor Lemos
- assistente de estúdio: Cidinho
- teclados: Ricardo Feghali
- baixo: Nando
- bateria: Serginho Herval
- sax alto e harmônica: Milton Guedes
- sax soprano: Zé Canuto
- guitarra e violões: Kiko, exceto na música "Há Uma Unção"
- violão na faixa 12: Kleber Lucas
- violino: Alirio Mello
- coro: Paulinho, Tatiana Peres, Kiko, Serginho Herval e Ricardo Feghali
- masterizado: Magic Master por Ricardo Garcia
- parte ao vivo gravada na Ig. Bat. Central – Gama-DF
- fotos: Sérgio Menezes (Hotel Glória–RJ)
- criação e arte: MK Publicitá